# Mehdi Carcela
Mehdi Carcela-Gonzalez (Luik, 1 juli 1989) is een Belgisch-Marokkaans voormalig profvoetballer die bij voorkeur als middenvelder speelde. Hij haalde zijn grootste successen bij Standard Luik en Benfica. Met beide clubs werd de middenvelder landskampioen en won hij verscheidene landsbekers. Carcela speelde tussen 2011 en 2019 vijfentwintig wedstrijden voor het Marokkaans voetbalelftal en scoorde hierin éénmaal.

## Carrière

### Jeugd
Carcela heeft een Marokkaanse moeder en een Spaanse vader. Hij begon op vijfjarige leeftijd met voetballen bij Standard Luik. Nadat hij alle jeugdreeksen van Standard doorliep, tekende hij op zijn negentiende zijn eerste profcontract.

### Standard Luik
In de zomer van 2008 maakte Carcela definitief de overstap naar de A-kern. De linksvoetige speelde voor de Rouches zowel rechts op het middenveld als in de aanval. In 2009 veroverde hij met Standard de landstitel.
Een seizoen later brak Carcela volledig door. Hij werd een vaste waarde bij de Rouches en groeide met zijn dribbels uit tot een van de smaakmakers van het Belgisch voetbal. In 2011 bereikte hij met Standard Play-off I. De Rouches begonnen als laatste aan de play-offs, maar wisten in geen tijd op te rukken naar de tweede plaats. In de laatste en beslissende wedstrijd tegen KRC Genk kreeg hij een schop in zijn gezicht van tegenstander Chris Mavinga. Carcela raakte direct bewusteloos en liep daarbij een zware neus-, juk- en kaakbreuk op. Mavinga kwam er vanaf met een gele kaart.
Na zijn gezichtsoperatie flirtte Carcela enkele weken met een overstap naar het Russische Spartak Moskou. Uiteindelijk besloot hij in België te blijven.

### Anzji Machatsjkala
Op 30 augustus 2011 raakte bekend dat Carcela definitief Standard Luik verlaat voor het Russische Anzji Machatsjkala. Hij tekende er een contract van 4 seizoenen.

### Standard Luik
Op 1 september 2013 tekende Carcela een contract voor drie seizoenen voor Standard Luik. Bij een tackle van Bjorn Ruytinx in een wedstrijd tegen OH Leuven op 8 december 2013 scheurde Carcela de ligamenten van zijn enkel. Hij reageerde door Ruytinx een klap in het gezicht te geven, waarop hij een rode kaart kreeg en voor vier wedstrijden werd geschorst.
Vanaf 2015 speelde Carcela achtereenvolgens voor Benfica, Granada CF en Olympiakos om uiteindelijk in 2018 terug te keren naar Standard Luik. Medio 2022 was hij er einde contract. Er kwam nog interesse uit onder meer het Midden Oosten om hem aan te trekken als speler, maar het kwam er niet meer van. Eind 2024 nam hij deel aan een korte trainerscursus voor oud-internationals in Marokko.

## Clubstatistieken[4]
| Seizoen     | Club               | Competitie         | Competitie | Competitie | Competitie | Beker | Beker | Beker | Europa | Europa | Europa | Totaal | Totaal | Totaal |
| Seizoen     | Club               | Competitie         | Wed.       | Dlp.       | Ass.       | Wed.  | Dlp.  | Ass.  | Wed.   | Dlp.   | Ass.   | Wed.   | Dlp.   | Ass.   |
| ----------- | ------------------ | ------------------ | ---------- | ---------- | ---------- | ----- | ----- | ----- | ------ | ------ | ------ | ------ | ------ | ------ |
| 2008/09     | Standard Luik      | Jupiler Pro League | 13         | 0          | 2          | 0     | 0     | 0     | 2      | 0      | 0      | 15     | 0      | 2      |
| 2009/10     | Standard Luik      | Jupiler Pro League | 32         | 5          | 6          | 3     | 0     | 1     | 10     | 0      | 0      | 45     | 5      | 7      |
| 2010/11     | Standard Luik      | Jupiler Pro League | 38         | 13         | 8          | 6     | 1     | 2     | —      | —      | —      | 44     | 14     | 10     |
| Club Totaal | Club Totaal        | Club Totaal        | 83         | 18         | 16         | 9     | 1     | 3     | 12     | 0      | 0      | 104    | 19     | 19     |
| 2011/12     | Anzji Machatsjkala | Premjer-Liga       | 8          | 0          | 1          | 0     | 0     | 0     | —      | —      | —      | 8      | 0      | 1      |
| 2012/13     | Anzji Machatsjkala | Premjer-Liga       | 20         | 1          | 5          | 2     | 0     | 0     | 14     | 1      | 1      | 36     | 2      | 6      |
| 2013/14     | Anzji Machatsjkala | Premjer-Liga       | 3          | 0          | 0          | 0     | 0     | 0     | —      | —      | —      | 3      | 0      | 0      |
| Club Totaal | Club Totaal        | Club Totaal        | 31         | 1          | 6          | 2     | 0     | 0     | 14     | 1      | 1      | 47     | 2      | 7      |
| 2013/14     | Standard Luik      | Jupiler Pro League | 25         | 3          | 3          | 2     | 0     | 0     | 3      | 0      | 0      | 30     | 3      | 3      |
| 2014/15     | Standard Luik      | Jupiler Pro League | 20         | 3          | 2          | 0     | 0     | 0     | 3      | 0      | 0      | 23     | 3      | 2      |
| Club Totaal | Club Totaal        | Club Totaal        | 128        | 24         | 21         | 11    | 1     | 3     | 18     | 0      | 0      | 157    | 25     | 24     |
| 2015/16     | SL Benfica         | Primeira Liga      | 20         | 2          | 6          | 5     | 1     | 1     | 4      | 0      | 0      | 29     | 3      | 7      |
| Club Totaal | Club Totaal        | Club Totaal        | 20         | 2          | 6          | 5     | 1     | 1     | 4      | 0      | 0      | 29     | 3      | 7      |
| 2016/17     | Granada CF         | Primera División   | 22         | 5          | 1          | 2     | 0     | 0     | —      | —      | —      | 24     | 5      | 1      |
| Club Totaal | Club Totaal        | Club Totaal        | 22         | 5          | 1          | 2     | 0     | 0     | 0      | 0      | 0      | 24     | 5      | 1      |
| 2017/18     | → Olympiakos       | Super League       | 6          | 0          | 0          | 2     | 0     | 1     | 8      | 1      | 0      | 16     | 1      | 1      |
| Club Totaal | Club Totaal        | Club Totaal        | 6          | 0          | 0          | 2     | 0     | 1     | 8      | 1      | 0      | 16     | 1      | 1      |
| 2017/18     | → Standard Luik    | Jupiler Pro League | 16         | 5          | 9          | 2     | 0     | 1     | —      | —      | —      | 18     | 5      | 10     |
| 2018/19     | Standard Luik      | Jupiler Pro League | 37         | 5          | 7          | 1     | 0     | 0     | 8      | 2      | 2      | 46     | 7      | 9      |
| 2019/20     | Standard Luik      | Jupiler Pro League | 26         | 3          | 7          | 2     | 0     | 0     | 6      | 0      | 0      | 34     | 3      | 7      |
| 2020/21     | Standard Luik      | Jupiler Pro League | 26         | 2          | 3          | 4     | 0     | 3     | 6      | 0      | 0      | 36     | 2      | 6      |
| 2021/22     | Standard Luik      | Jupiler Pro League | 16         | 1          | 2          | 3     | 0     | 0     | —      | —      | —      | 19     | 1      | 2      |
| Club Totaal | Club Totaal        | Club Totaal        | 249        | 40         | 49         | 23    | 1     | 7     | 38     | 2      | 2      | 310    | 43     | 58     |
| TOTAAL      | TOTAAL             | TOTAAL             | 328        | 48         | 62         | 34    | 2     | 9     | 64     | 4      | 3      | 426    | 54     | 74     |

## International
In het seizoen 2009/10 brak Carcela door, hij speelde sterke wedstrijden voor Standard en de Belgische beloften en wist zo meteen zijn eerste selectie te verkrijgen voor de Rode Duivels. Dit gebeurde op 1 oktober 2009 nadat Dick Advocaat zijn eerste selectie bekendmaakte. Na lang twijfelen beslist hij in december 2010 om niet te spelen voor de Belgische, maar wel voor de Marokkaanse nationale ploeg. Op 9 februari speelde hij zijn eerste wedstrijd voor Marokko in de gewonnen wedstrijd (3-0) tegen Niger in het Stade De Marrakech, bij zijn eerste balcontacten werd hij neergehaald in het strafschopgebied en kort daarna daarbuiten, wat leidde tot een strafschop en een vrije trap die beide werden benut.

## Palmares
| Competitie                    |               |                  |               |               |
| Competitie                    | Aantal        | Jaren            |               |               |
| Standard Luik                 | Standard Luik | Standard Luik    | Standard Luik | Standard Luik |
| ----------------------------- | ------------- | ---------------- | ------------- | ------------- |
| Landskampioen België          | 1x            | 2008/09          |               |               |
| Beker van België              | 2x            | 2010/11, 2017/18 |               |               |
| Belgische Supercup            | 1x            | 2009             |               |               |
| SL Benfica                    |               |                  |               |               |
| Kampioen van Portugal         | 1x            | 2015/16          |               |               |
| Taça da Liga                  | 1x            | 2015/16          |               |               |
| Supertaça Cândido de Oliveira | 1x            | 2016             |               |               |

| Individueel     |    |      |
| Belgische Leeuw | 1x | 2015 |